# Gmina Pukkila
Pukkila – gmina w Finlandii, położona w południowej części kraju, należąca do regionu Uusimaa.
W skład gminy wchodzi:
- 6 wsi: Kantele, Naarkoski, Pukkila, Savijoki, Syvänoja, Torppi